# Diecezja Francistown
Diecezja Francistown (łac.: Dioecesis Francistaunensis) – rzymskokatolicka diecezja w Botswanie.
Siedziba biskupa diecezjalnego znajduje się przy katedrze NMP Pustyni we Francistown. Podlega metropolii pretorskiej w RPA. Swoim zasięgiem obejmuje większą część terytorium Botswany.

## Historia
- 27 czerwca 1998 – utworzenie wikariatu apostolskiego Francistown
- 2 października 2017 papież Franciszek podniósł wikariat do rangi diecezji[1]

## Biskupi
- Franklyn Nubuasah SVD (1998–2019, do 2017 jako wikariusz apostolski)
- Anthony Pascal Rebello SVD (2021–2024)

## Główne świątynie
- Katedra NMP Pustyni we Francistown